# Markus Pausch
Markus Pausch (* 1974 in Altenmarkt im Pongau) ist ein österreichischer Politologe und Autor. Zwischen Oktober 2013 und Dezember 2014 leitete er das Zentrum für Zukunftsstudien in Salzburg. 

## Leben
Pausch besuchte die Grundschule in Radstadt. Nach dem Abschluss einer Handelsakademie und dem Studium der Politikwissenschaft in Salzburg und Lyon arbeitete er als Forscher und Lehrender u. a. für die Universität Salzburg, die Österreichische Akademie der Wissenschaften Wien, das Lycée Faidherbe Lille und die FH Salzburg. 2010 wurde er FH-Professor und ZfZ-Stellvertreter, 2013 Leiter des Zentrums für Zukunftsstudien. Im Rahmen seiner Projekte berät er politische und wirtschaftliche Organisationen.
Pausch forscht und lehrt zu gesellschaftlichen und politischen Zukunftsfragen im europäischen Mehrebenensystem, u. a. zu Demokratie, Partizipation, Migration und Innovation. Seine Beschäftigung mit dem Werk des französischen Philosophen Albert Camus hat zur Entwicklung einer Demokratietheorie der Revolte geführt.
Neben seiner Tätigkeit als Politologe hat Pausch im Verlag Federfrei zwei satirische Kriminalromane (Todesbeichten 2011 und Todesspuren 2013 gemeinsam mit Bernhard Siedau), Sachbücher und mehrere Kabaretts verfasst.

## Veröffentlichungen
- mit Cornelia Brüll und Monika Mokre: Democracy needs Dispute. (Campus, 2009)
- Nur weil die Welt absurd ist, brauchen wir eine Demokratie. (Leviathan, 2014)
- Europas vergessene Öffentlichkeit. (Lang Verlag 2008)
- Workplace Democracy: From a Democratic Ideal to a Managerial Tool and Back. (Innovation Journal, 2014)
- mit Bachleitner, Weichold, Aschauer: Methodik und Methodologie interkultureller Umfrageforschung. (Springer, 2014)
- The qualities of political participation. (Hamburg Review of Social Sciences, 2011).